# Rudolf Bosselt

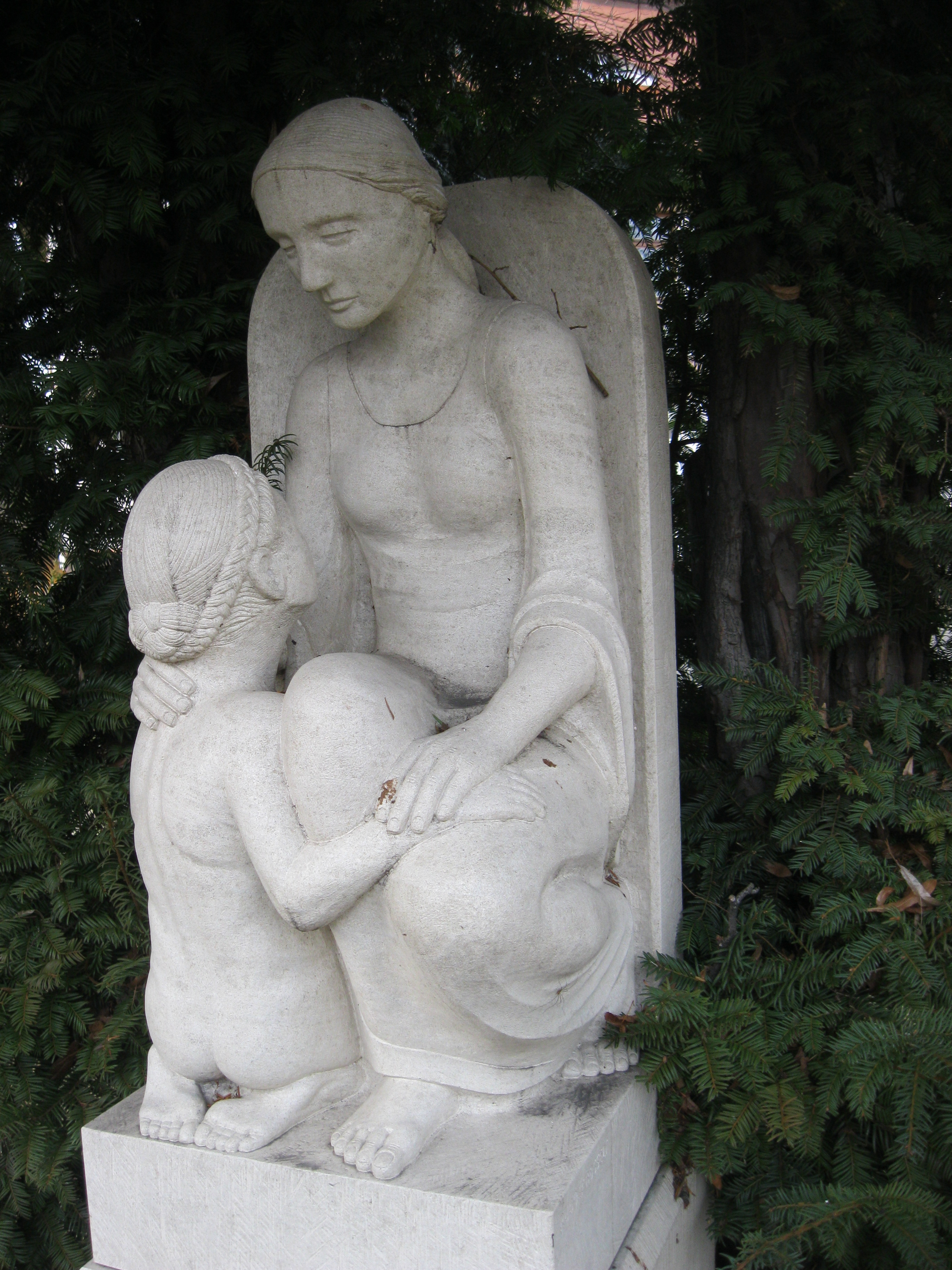
Mutter und Kind av Bosselt, i Magdeburg.

Paul Gustav Rudolf Bosselt, född 29 juni 1871 i Perleberg, död 2 januari 1938 i Berlin, var en tysk konstnär,  konstpedagog och estetiker.
Bosselt framträdde som medaljgravör och bildhuggare. Han försökte särskilt höja medaljgravyren genom ett förenkat direkt framställningssätt. 
Bosselt utgav också betydande skrifter om konst och konsthantverk, som till exempel Probleme plastischer Kunst und des Kunstunterrichts (1919).